# Hábito cristalino
El hábito cristalino describe el aspecto macroscópico que presentan los minerales. El hábito se encuentra condicionado por factores externos al mineral, como por ejemplo, las condiciones ambientales y estructurales que había mientras se formó. La estructura cristalina también influye sobre el hábito, aunque muchas veces el aspecto de un mineral puede despistar acerca de su estructura cristalina. Minerales con la misma estructura cristalina no tienen por qué presentar el mismo hábito, e incluso un mismo mineral puede aparecer bajo varias formas diferentes. Algunos hábitos de un mineral son específicos de una localidad. 
En una primera clasificación, el aspecto de los minerales se puede dividir en cristales aislados, asociaciones o agregados de cristales, y masas. Dentro de estos grupos, se utilizan diversos términos que describen la forma del mineral. Como los minerales pueden tomar casi cualquier forma imaginable, no existen listas sistemáticas ni definiciones estrictas para los distintos hábitos. Aquí se exponen los más habituales.

## Cristales aislados

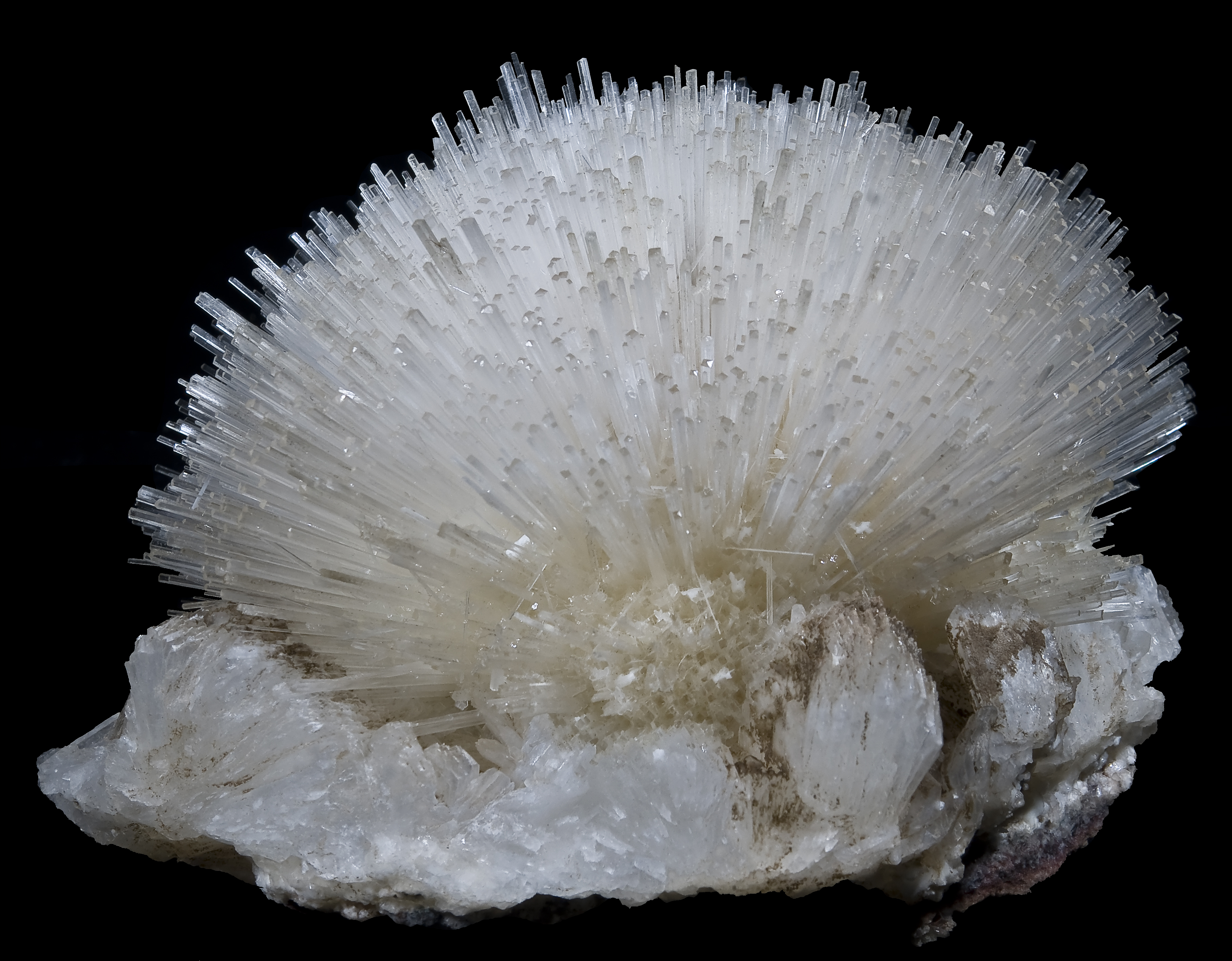
Acicular: cristales delgados en forma de agujas, como en la natrolita.
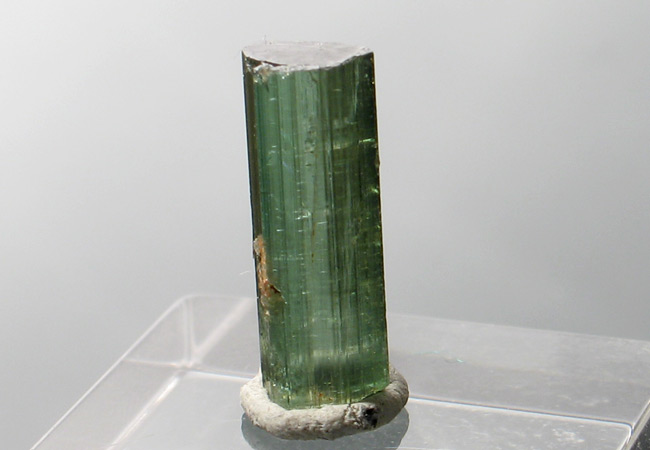
Prismático o columnar: en forma de prisma, como en la turmalina.
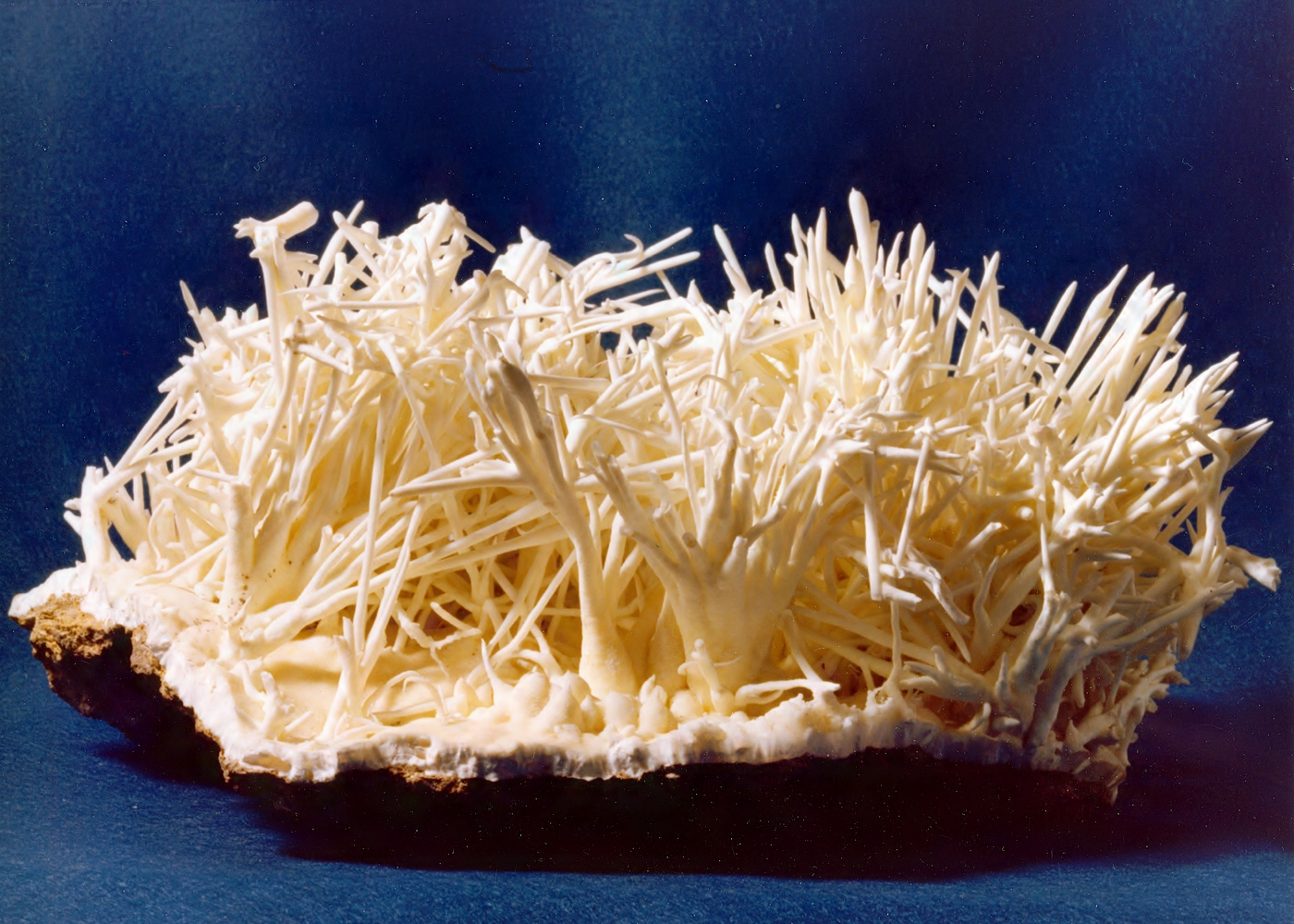
Coraloide: en forma de coral, como en el aragonito.
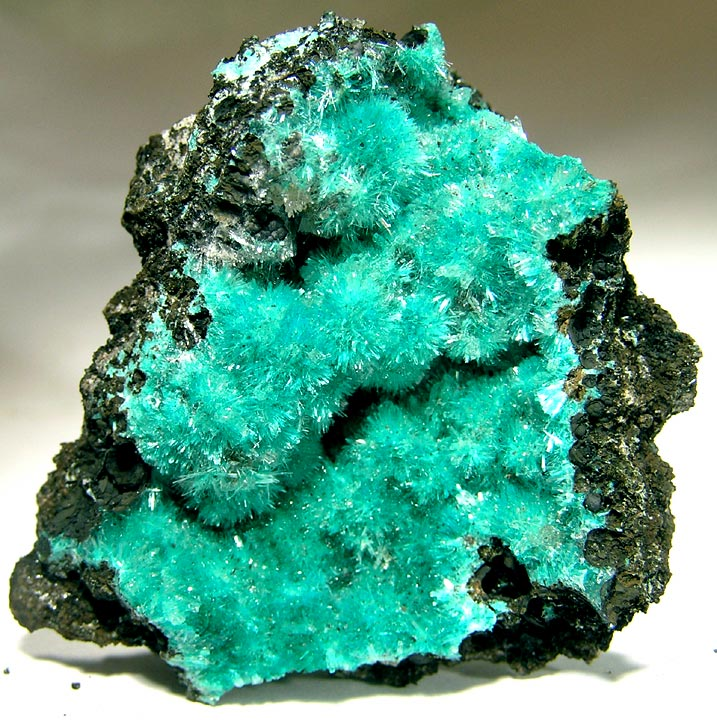
Filiforme: finas hebras, similares a cabellos, como en la auricalcita.

Para describir el hábito de los cristales también se usan términos que hacen referencia a su forma geométrica: cubo, octaedro.
|  |  |  |

## Agregados de cristales

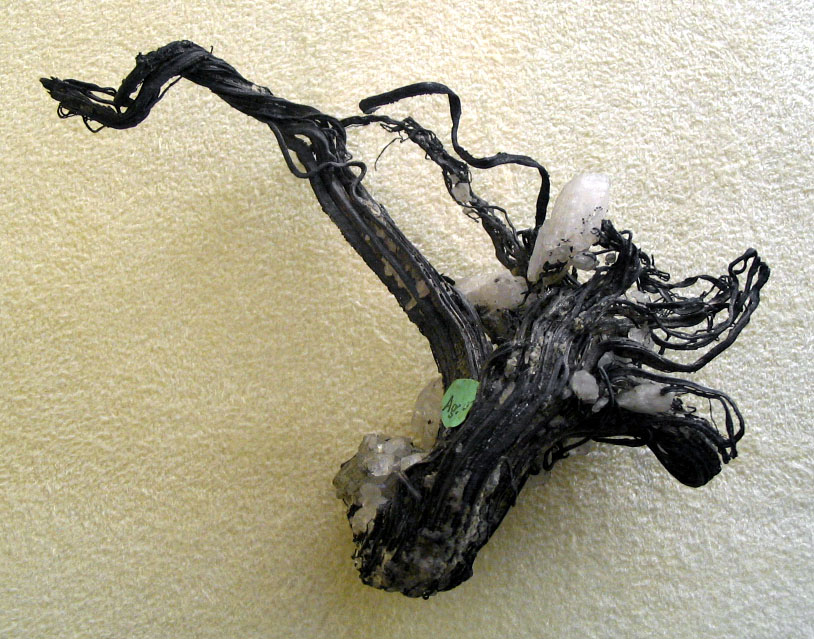
Arborescente: similar a un árbol, como en la plata nativa.
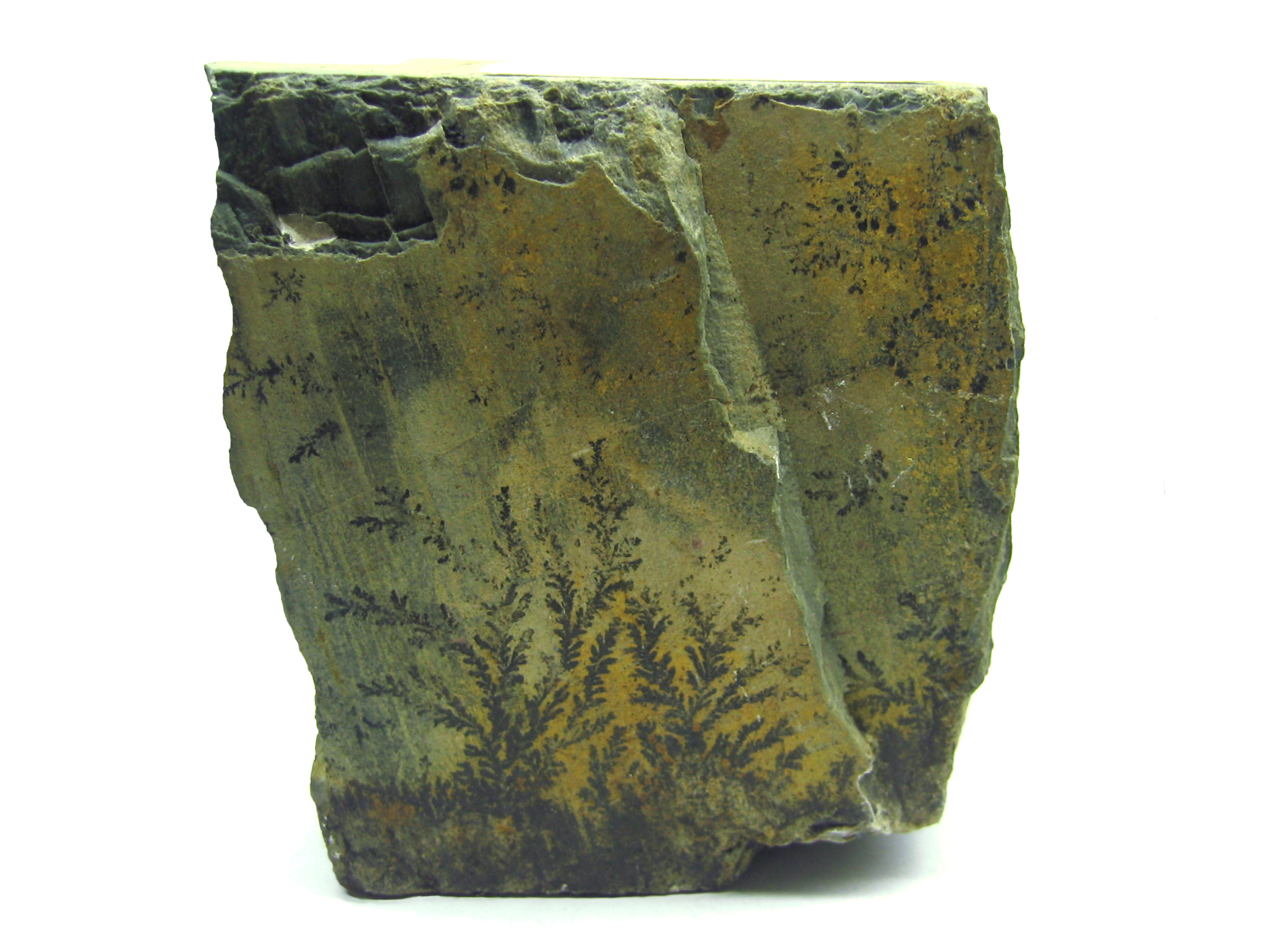
Dendrítico: con forma de hojas de plantas, como en la pirolusita.
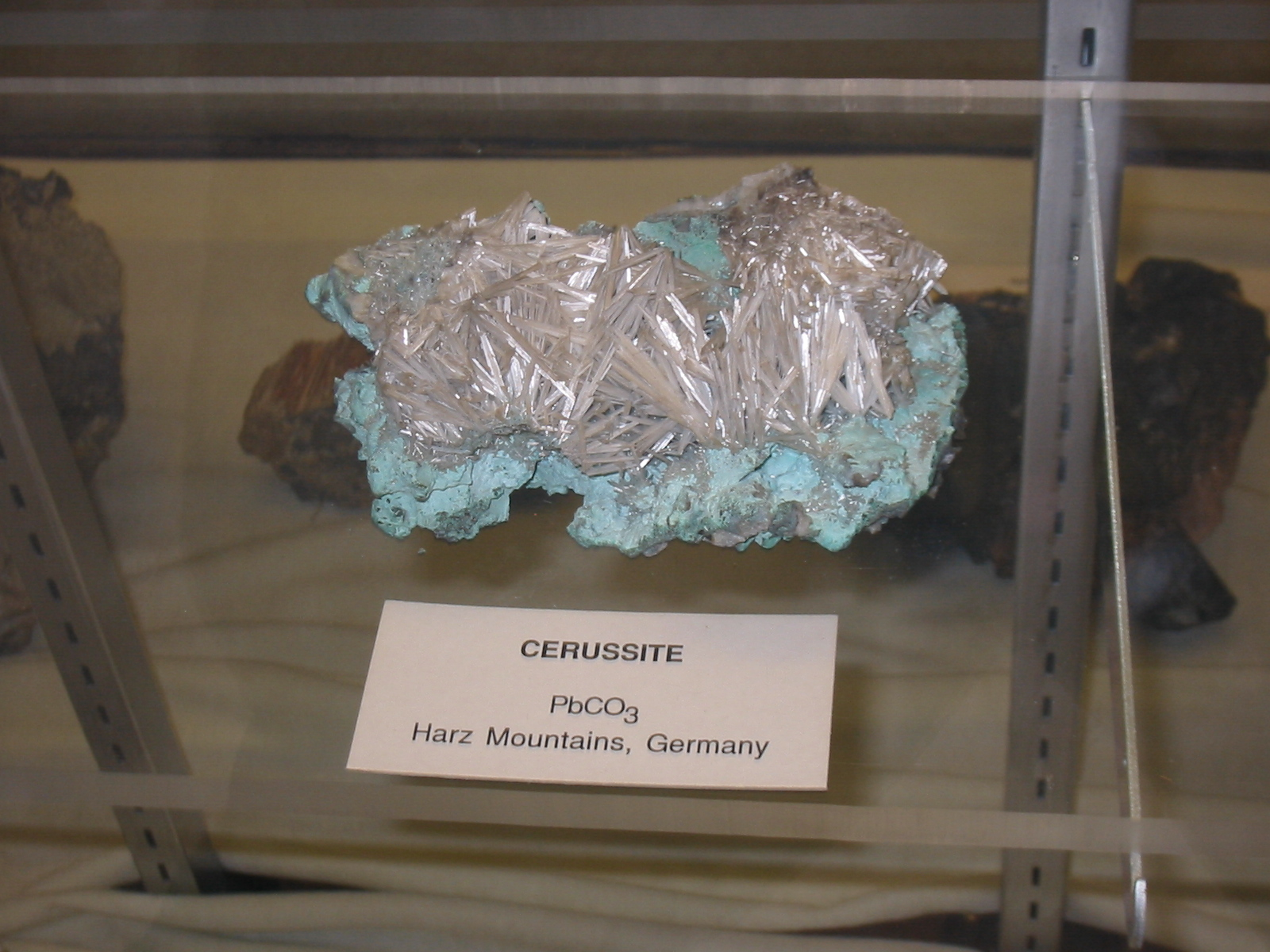
Reticulado: cristales laminares alargados finos formando una red, como en la cerusita.
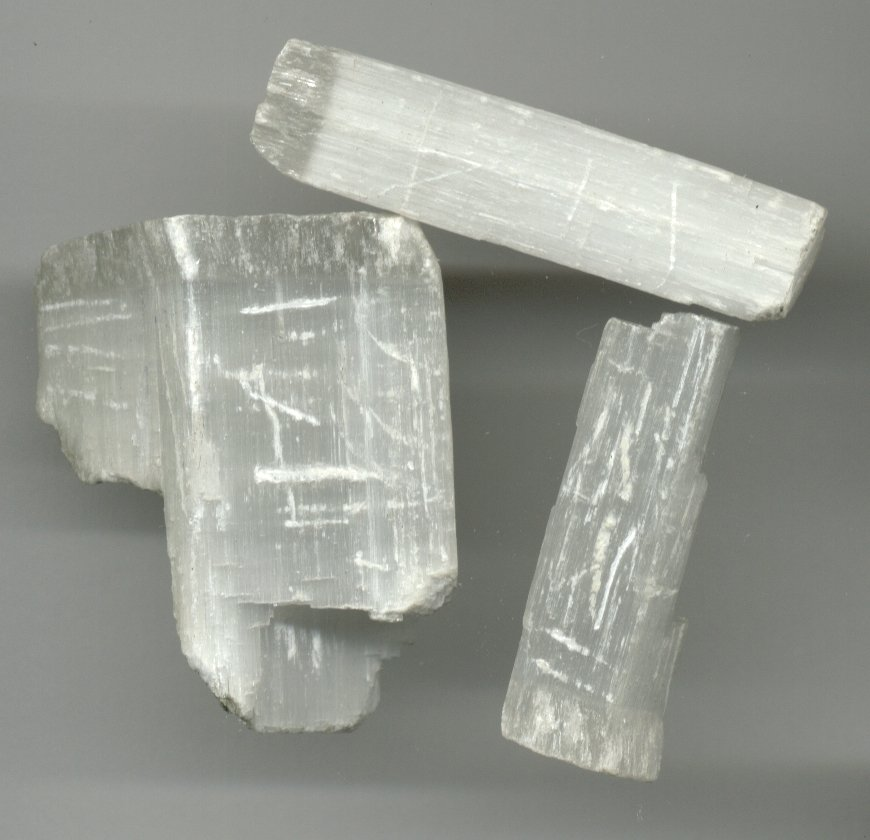
Fibroso: muestra pequeñas fibras paralelas que se pueden separar, como en el yeso.

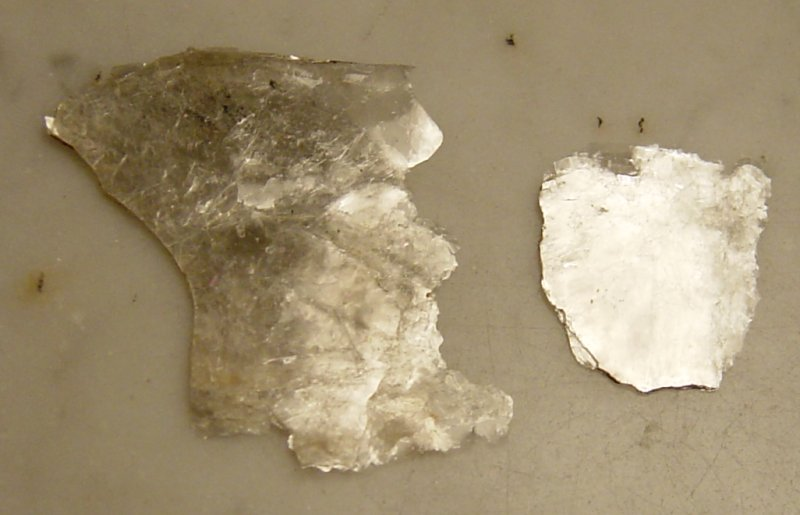
Foliado: formado por pequeñas láminas que se pueden separar, como la mica.
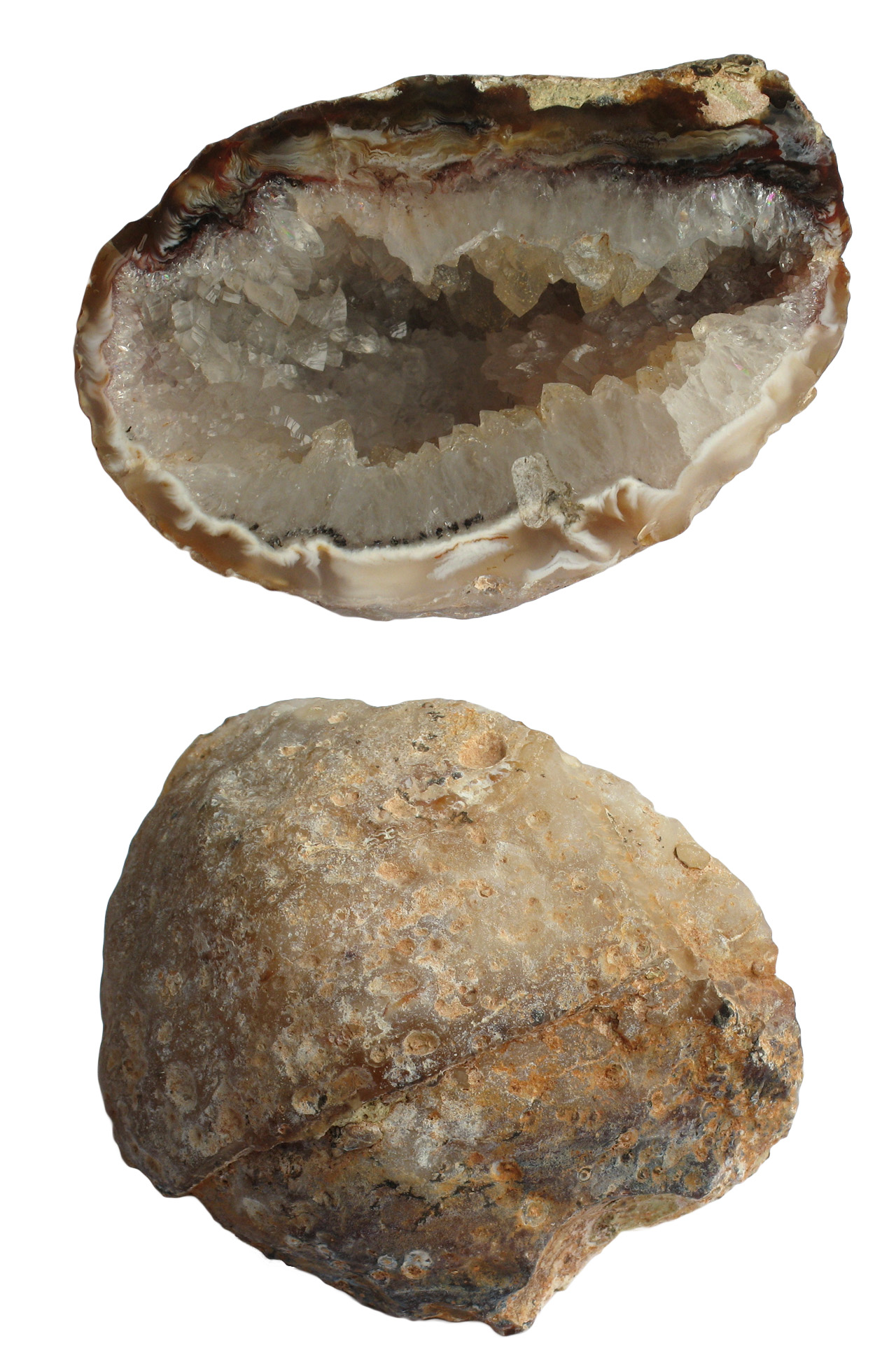
Geoda: cristales recubriendo el interior de una roca, como en el ágata.
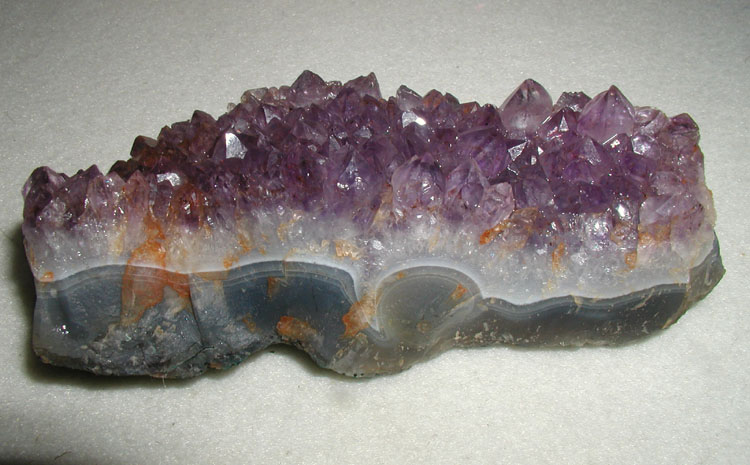
Drusa: cristales recubriendo la superficie de una roca, como en la amatista.
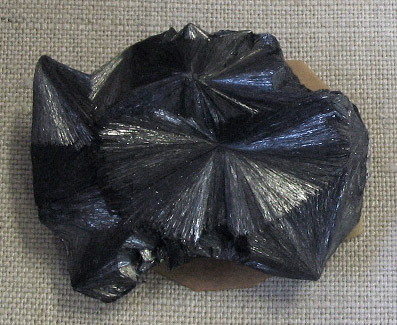
Radial: cristales dispuestos en círculo desde un mismo punto central, como en la pirolusita.

### Masas

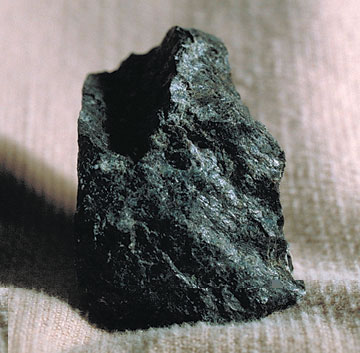
Masivo o compacto: sin forma determinada, como la serpentina.
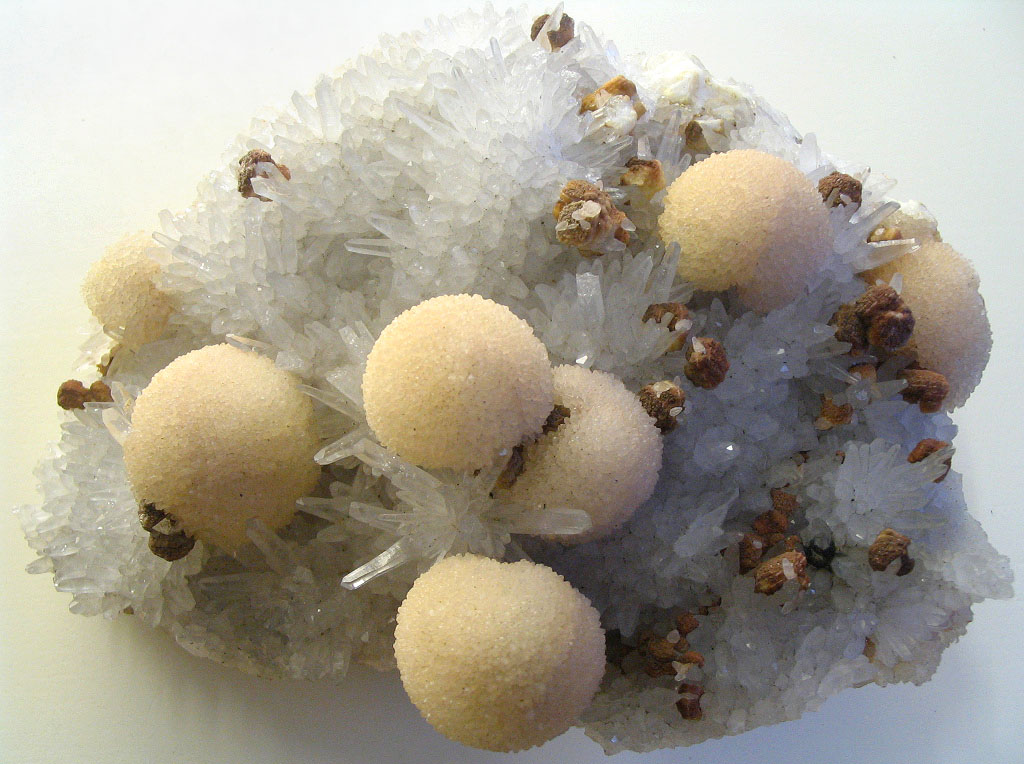
Globular: individuos esféricos, como la calcita.
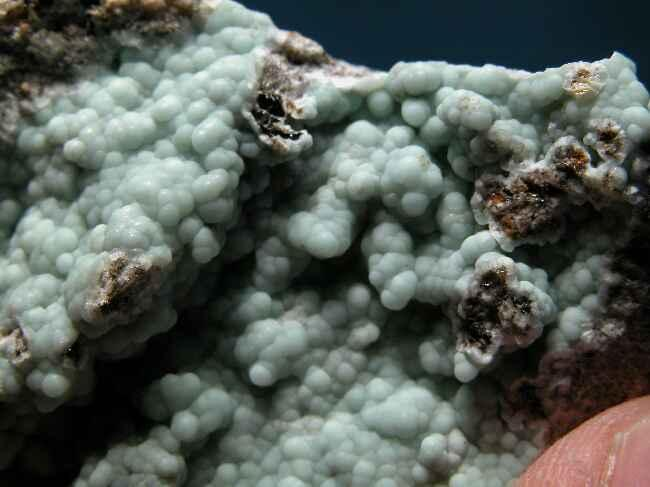
Botroidal: formas esféricas agrupadas formando racimos, como en el apatito.
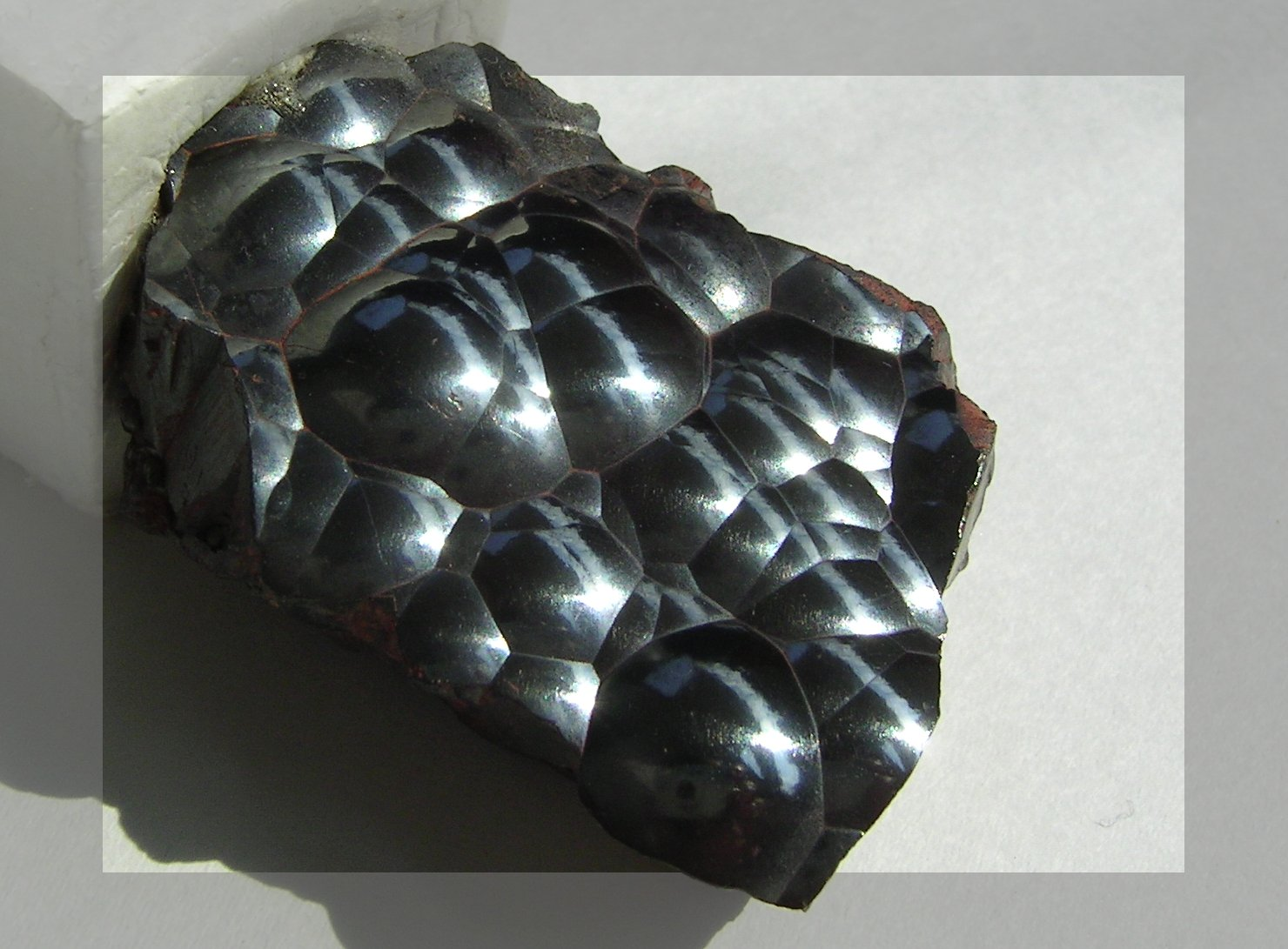
Reniforme: formas semejantes a riñones, más alargadas que en el hábito botroidal, como en la hematita.
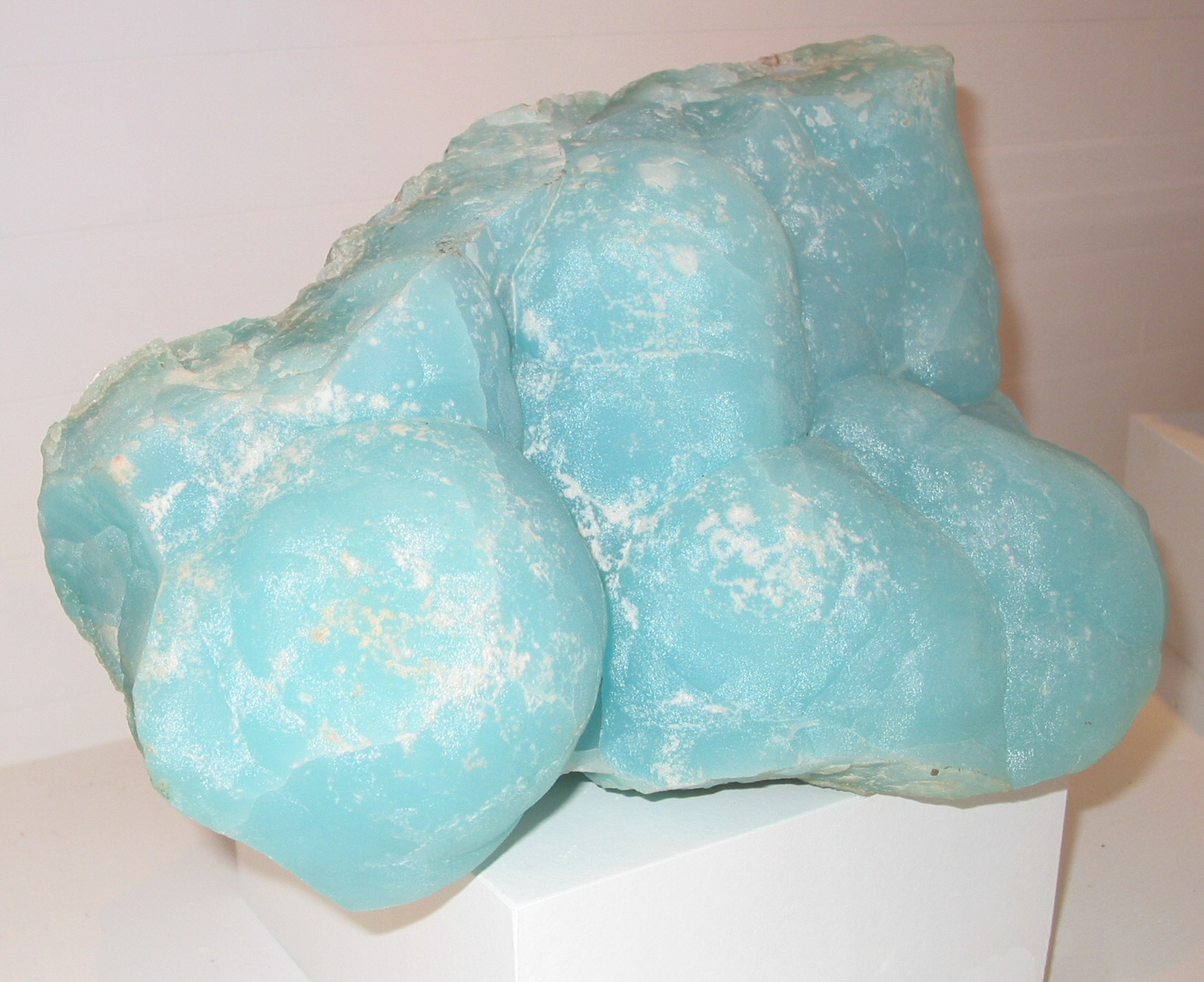
Mamilar: formas esféricas anchas y planas semejantes a mamas, como en la smithsonita.

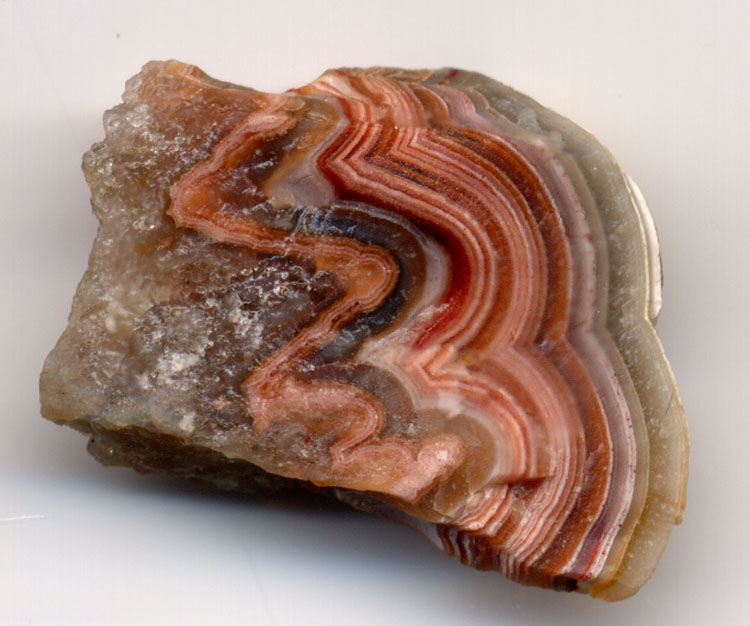
Bandeado: bandas de diferente textura y color, como en el ágata..
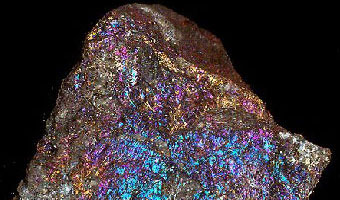
Granular: pequeños granos de mineral.
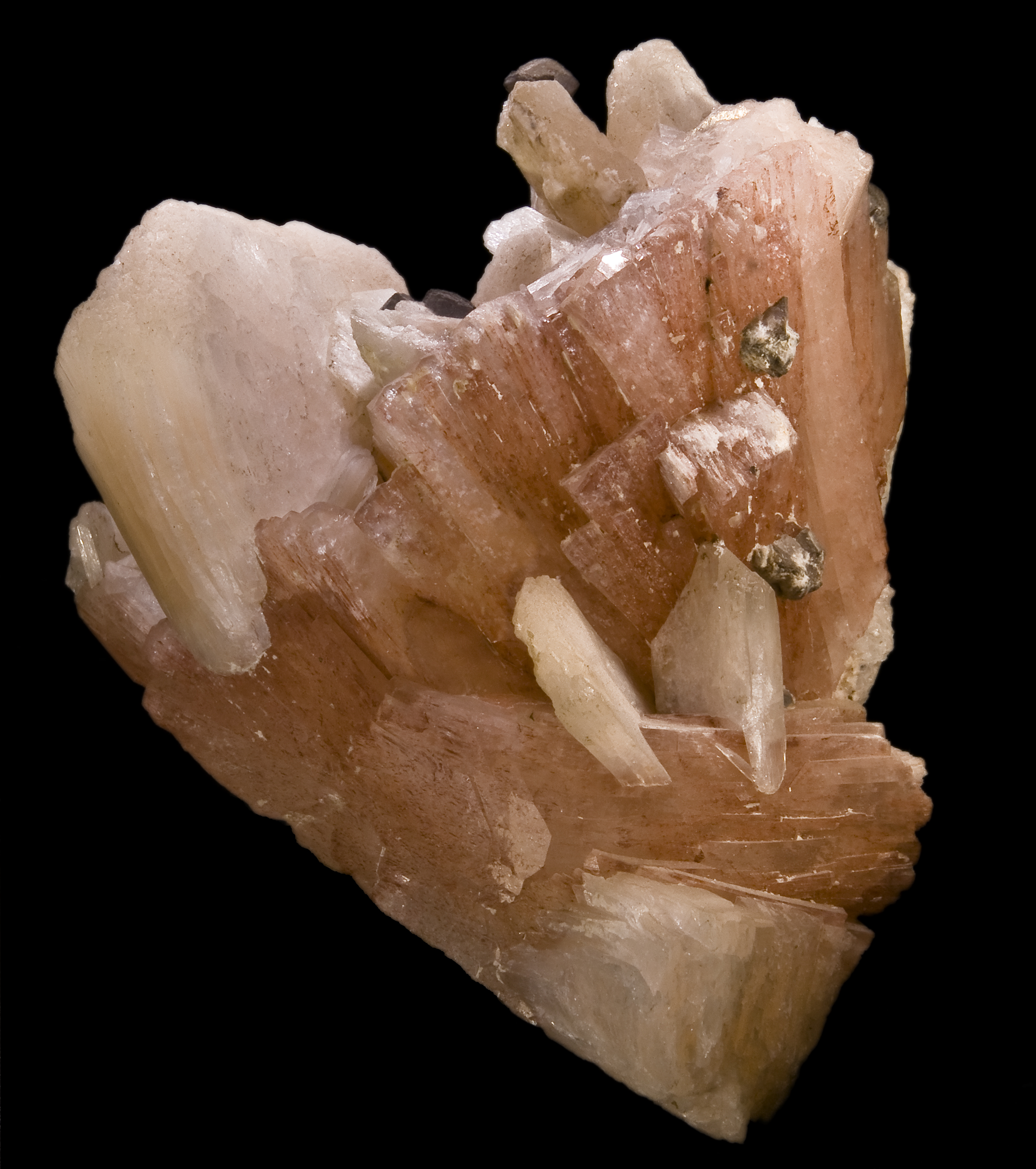
Amigdaloide: nódulos de mineral en forma de almendra.
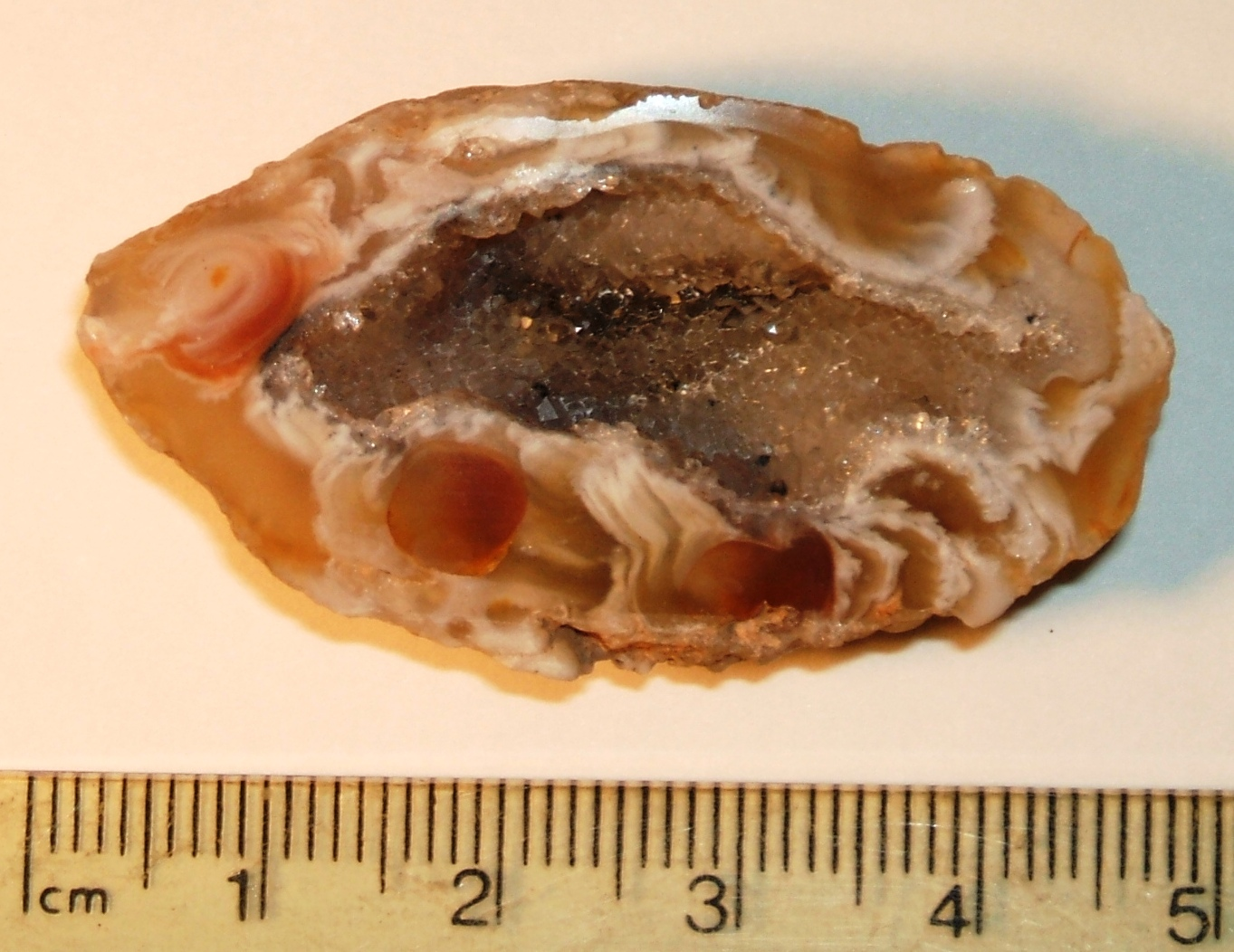
Concreccionado o nodular: masas esféricas irregulares.